# Cleome paradoxa
Cleome paradoxa är en paradisblomsterväxtart som beskrevs av Robert Brown och Dc.. Cleome paradoxa ingår i släktet paradisblomstersläktet, och familjen paradisblomsterväxter. Inga underarter finns listade i Catalogue of Life.